# Richard Siefken
Richard Johannes Siefken (* 28. September 1904; † 26. Februar 1966) war Landessuperintendent des Sprengels Ostfriesland der Evangelisch-lutherischen Landeskirche Hannovers.

## Leben
Richard Siefken wurde nach dem Studium der Evangelischen Theologie am 19. Oktober 1930 in Aurich ordiniert und als Pfarrkollaborator in Bad Essen eingeführt. Von 1932 bis 1954 war er Pfarrer in Holtland. Der Kirchensenat ernannte ihn mit Wirkung vom 1. März 1954 zum Landessuperintendenten für den Sprengel Ostfriesland. Er starb 1966 im Alter von nur 62 Jahren.
Von 1960 bis 1962 war Siefken erster Vorstandsvorsitzender des Evangelischen Dorfhelferinnenwerk Niedersachsen.